# Naci Ağbal
 (juin 2025).
Si vous disposez d'ouvrages ou d'articles de référence ou si vous connaissez des sites web de qualité traitant du thème abordé ici, merci de compléter l'article en donnant les références utiles à sa vérifiabilité et en les liant à la section « Notes et références ».
Naci Ağbal né en 1968 à Bayburt est un haut fonctionnaire, économiste et homme politique turc.

## Biographie
Naci Ağbal naît en 1968 dans la région rurale de Bayburt.
Diplômé de la faculté des sciences politiques de l'Université d'Istanbul en 1989. Il entre au ministère des finances, il devient inspecteur des finances, il fait son master of business administration dans l'Université d'Exeter. Il devient directeur général du budget et contrôle financier (2007-2009), il est membre du conseil de l'enseignement supérieur (2008-2015), sous-secrétaire du ministère des finances (2009-2015), député de Bayburt sur la liste de parti de la justice et du développement (2015-2018), ministre des finances (2015-2018), président du budget et de la stratégie de la présidence de la République (2018-2020), gouverneur de la Banque centrale de la république de Turquie (2020-2021), il est encore conseiller du ministre du trésor et des finances.